# AirAsia Zest

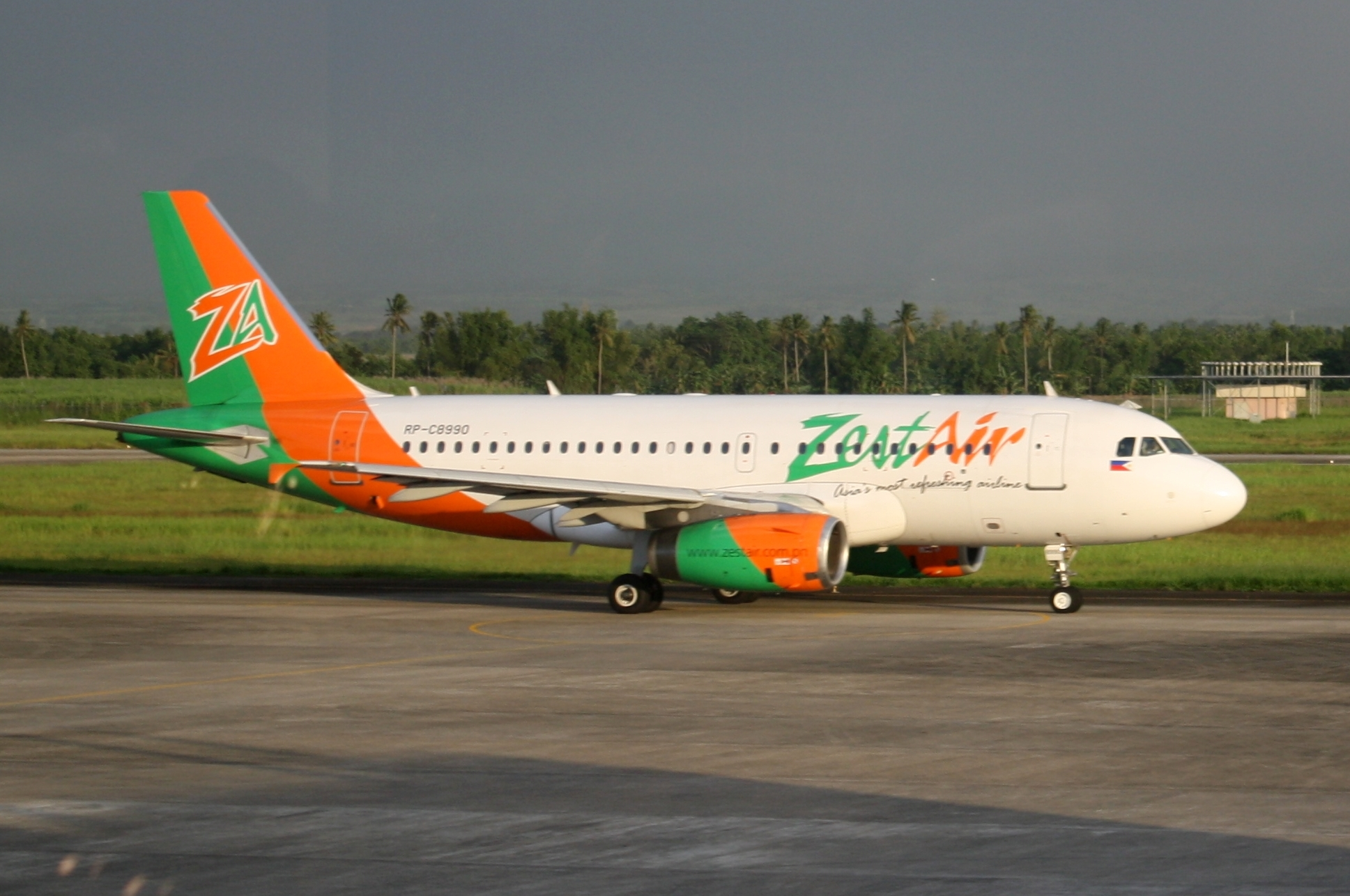
Un Airbus A320 con la vecchia livrea ZestAir

Air Asia Zest, precedentemente conosciusta come Zest Airways, operante con il marchio ZestAir e fondata come Asian Spirit, era una compagnia aerea filippina nata nel 2009 e controllata dalla AMY Holdings Corp, con sede a Pasay, Metro Manila.
Nel marzo 2013 AirAsia Philippines ha acquisito il 49% della Società. Nel gennaio 2016 la compagnia è stata completamente integrata in AirAsia Philippines
La compagnia aveva una flotta operativa di 15 aeromobili e serviva 26 destinazioni nazionali e internazionali nell'area dell'Asia Pacifica.